# Crystallocystidium vorticosum
Crystallocystidium vorticosum är en svampart som beskrevs av Rick 1940. Crystallocystidium vorticosum ingår i släktet Crystallocystidium, ordningen Polyporales, klassen Agaricomycetes, divisionen basidiesvampar och riket svampar.   Inga underarter finns listade i Catalogue of Life.